# Catocala tela
Catocala tela là một loài bướm đêm trong họ Erebidae.